# José Carlos Serrão
José Carlos Serrão, meglio noto come Zé Carlos (San Paolo, 12 ottobre 1950), è un allenatore di calcio ed ex calciatore brasiliano, di ruolo attaccante.
Ala sinistra, vanta 17 presenze e 3 gol nella Coppa Libertadores. Ritiratosi dall'attività di giocatore, diviene un allenatore, allenando spesso squadre delle divisioni minori brasiliane. Nel 2005-2006 è in Polonia e nel 2012 tenta l'avventura in Giappone, venendo esonerato dopo poche giornate.

## Palmarès

### Giocatore

#### Competizioni statali
- Campionato paulista: 3

San Paolo: 1970, 1971, 1975
- Campionato Paraibano: 1

Botafogo-PB: 1977
- Campionato Catarinense: 1

Joinville: 1978

#### Competizioni nazionali
- Campionato brasiliano: 1

San Paolo: 1977